# Coupe de l'AFC 2010
Navigation
Édition précédente Édition suivante
La Coupe de l'AFC 2010 est la septième édition de la Coupe de l'AFC, la compétition mise en place par l'AFC pour les meilleures équipes des pays classés comme en développement par la confédération asiatique et qui correspond au deuxième niveau dans la hiérarchie en Asie.
Plusieurs changements au niveau des clubs participants ont eu lieu à l'issue de l'édition 2009. Il y a désormais six clubs qui sont reversés de la Ligue des champions vers la Coupe de l'AFC, à l'issue des barrages. En fonction des résultats de ces barrages, certaines nations peuvent avoir jusqu'à trois clubs en compétition. C'est le cas cette saison du Koweït et de la Syrie. Le Qatar obtient une place en phase de poules, au détriment de l'Irak, qui ne peut plus aligner qu'une seule équipe, tout comme le Bahreïn et la Malaisie. Le cas du Vietnam est différent puisque son champion peut désormais prendre part à la Ligue des champions alors qu'il jouait la Coupe de l'AFC la saison dernière.
C'est le club syrien d'Al Ittihad Alep qui remporte la compétition après sa victoire en finale face aux Koweïtiens du Qadsia SC. C'est le premier titre continental du club, qui obtient du même coup sa qualification pour la prochaine Ligue des champions de l'AFC, tout comme le finaliste.

## Participants
- Qadsia SC - Champion du Koweït 2008-2009
- Kazma SC - Vice-champion du Koweït 2008-2009
- Riffa Club - Vice-champion du Bahreïn 2008-2009
- Najaf FC - Vice-champion d'Irak 2008-2009
- Al-Weehdat Club - Champion de Jordanie 2008-2009
- Shabab Al-Ordon Club - Vice-champion de Jordanie 2008-2009
- Nejmeh SC - Champion du Liban 2008-2009
- Al Ahed Beyrouth - Vainqueur de la Coupe du Liban 2008-2009
- Al Nahda Club - Champion d'Oman 2008-2009
- Saham Club - Vainqueur de la Coupe d'Oman 2009
- Al-Rayyan SC - 3e du championnat du Qatar 2008-2009
- Al Ittihad Alep - Champion de Syrie 2008-2009
- Al Jaish Damas - 3e du championnat de Syrie 2008-2009
- Nasaf Qarshi - 3e du championnat d'Ouzbékistan 2009
- Al Hilal Hudaydah - Champion du Yémen 2008-2009
- Al Ahli Sanaa - Vainqueur de la Coupe du Yémen 2009
- East Bengal Club - Vainqueur de la Coupe d'Inde 2009
- Persiwa Wamena - Vice-champion d'Indonésie 2008-2009
- South China AA - Champion de Hong Kong 2008-2009
- Wofoo Tai Po - Vainqueur du Hong Kong Senior Shield 2008-2009
- Selangor FA - Champion de Malaisie 2009
- Victory SC - Champion des Maldives 2009
- VB Sports Club - Vice-champion des Maldives 2009
- Geylang United - Vainqueur de la Coupe de Singapour 2009
- Thai Port - Vainqueur de la Coupe de Thaïlande 2009
- Binh Duong FC - Vice-champion du Viêt Nam 2009

Clubs repêchés de la Ligue des champions :
- Koweït SC - Vainqueur de la Coupe de l'AFC 2009
- Al-Karamah SC - Finaliste de la Coupe de l'AFC 2009
- Muangthong United - Champion de Thaïlande 2009
- Sriwijaya FC - Vainqueur de la Coupe d'Indonésie 2009
- Churchill Brothers - Champion d'Inde 2008-2009
- Đà Nẵng Club - Champion du Viêt Nam 2009

## Calendrier
| Tour                    | Nom                                             | Date aller                                      | Date retour                                     | Équipes participantes   | Équipes restantes       |
| Phase de groupes (2010) | Phase de groupes (2010)                         | Phase de groupes (2010)                         | Phase de groupes (2010)                         | Phase de groupes (2010) | Phase de groupes (2010) |
| ----------------------- | ----------------------------------------------- | ----------------------------------------------- | ----------------------------------------------- | ----------------------- | ----------------------- |
| 1-6                     | Journées 1 et 5 Journées 2 et 6 Journées 3 et 4 | 23-24 février 16-17 mars 23-24 mars             | 20-21 avril 27-28 avril 6-7 avril               | 32                      | 32 à 16                 |
| Phase finale (2010)     |                                                 |                                                 |                                                 |                         |                         |
| 1                       | Huitièmes de finale                             | 11 mai (Asie de l'est) 12 mai (Asie de l'ouest) | 11 mai (Asie de l'est) 12 mai (Asie de l'ouest) | 16                      | 16 à 8                  |
| 2                       | Quarts de finale                                |                                                 |                                                 | 8                       | 8 à 4                   |
| 3                       | Demi-finale                                     |                                                 |                                                 | 4                       | 4 à 2                   |
| 4                       | Finale                                          |                                                 |                                                 | 2                       | 2 à 1                   |

## Phase de groupes
Toutes les équipes participantes sont réparties dans huit groupes, qui compte quatre formations chacun. Les deux premiers de chaque poule se qualifient pour les huitièmes de finale. Chaque groupe se déroule sur la base de matchs aller-retour. Les rencontres ont lieu entre le 23 février et le 28 avril 2010.

### Groupe A
| Rang | Équipe               | Pts | J | G | N | P | Bp | Bc | Diff |  | Résultats (▼ dom., ► ext.) |     |     |     |     |
| ---- | -------------------- | --- | - | - | - | - | -- | -- | ---- |  | -------------------------- | --- | --- | --- | --- |
| 1    | Al-Karamah SC        | 14  | 6 | 4 | 2 | 0 | 12 | 4  | +8   |  | Al-Karamah SC              |     | 1-1 | 2-0 | 2-0 |
| 2    | Shabab Al-Ordon Club | 12  | 6 | 3 | 3 | 0 | 13 | 5  | +8   |  | Shabab Al-Ordon Club       | 2-2 |     | 3-1 | 6-1 |
| 3    | Saham Club           | 5   | 6 | 1 | 2 | 3 | 5  | 11 | -6   |  | Saham Club                 | 1-4 | 0-0 |     | 1-0 |
| 4    | Al Ahli Sanaa        | 1   | 6 | 0 | 1 | 5 | 3  | 13 | -10  |  | Al Ahli Sanaa              | 0-1 | 0-1 | 2-2 |     |

### Groupe B
| Rang | Équipe             | Pts         | J           | G           | N           | P           | Bp          | Bc          | Diff        |  | Résultats (▼ dom., ► ext.) |     |     |     |
| ---- | ------------------ | ----------- | ----------- | ----------- | ----------- | ----------- | ----------- | ----------- | ----------- |  | -------------------------- | --- | --- | --- |
| 1    | ' Koweït SC'T      | 8           | 4           | 2           | 2           | 0           | 13          | 5           | +8          |  | ' Koweït SC'T              |     | 7-1 | 2-2 |
| 2    | Churchill Brothers | 7           | 4           | 2           | 1           | 1           | 6           | 10          | -4          |  | Churchill Brothers         | 2-2 |     | 1-0 |
| 3    | Al Hilal Hudaydah  | 1           | 4           | 0           | 1           | 3           | 3           | 7           | -4          |  | Al Hilal Hudaydah          | 0-2 | 1-2 |     |
| 4    | Najaf FC           | Disqualifié | Disqualifié | Disqualifié | Disqualifié | Disqualifié | Disqualifié | Disqualifié | Disqualifié |  |                            |     |     |     |

- Le Najaf FC est disqualifié de la compétition à la suite de la suspension par la FIFA de la Fédération d'Irak de football.

### Groupe C
| Rang | Équipe           | Pts | J | G | N | P | Bp | Bc | Diff |  | Résultats (▼ dom., ► ext.) |     |     |     |     |
| ---- | ---------------- | --- | - | - | - | - | -- | -- | ---- |  | -------------------------- | --- | --- | --- | --- |
| 1    | Kazma SC         | 13  | 6 | 4 | 1 | 1 | 6  | 3  | +3   |  | Kazma SC                   |     | 0-0 | 0-1 | 1-0 |
| 2    | Nasaf Qarshi     | 11  | 6 | 3 | 2 | 1 | 12 | 4  | +8   |  | Nasaf Qarshi               | 1-2 |     | 2-1 | 4-0 |
| 3    | Al Jaish Damas   | 8   | 6 | 2 | 2 | 2 | 10 | 8  | +2   |  | Al Jaish Damas             | 0-1 | 1-1 |     | 6-3 |
| 4    | Al Ahed Beyrouth | 1   | 6 | 0 | 1 | 5 | 5  | 18 | -13  |  | Al Ahed Beyrouth           | 1-2 | 0-4 | 1-1 |     |

### Groupe D
| Rang | Équipe           | Pts | J | G | N | P | Bp | Bc | Diff |  | Résultats (▼ dom., ► ext.) |     |     |     |     |
| ---- | ---------------- | --- | - | - | - | - | -- | -- | ---- |  | -------------------------- | --- | --- | --- | --- |
| 1    | Qadsia SC        | 14  | 6 | 4 | 2 | 0 | 14 | 5  | +9   |  | Qadsia SC                  |     | 3-0 | 1-1 | 4-1 |
| 2    | Al Ittihad Alep  | 10  | 6 | 3 | 1 | 2 | 10 | 8  | +2   |  | Al Ittihad Alep            | 0-0 |     | 4-2 | 2-1 |
| 3    | Nejmeh SC        | 10  | 6 | 3 | 1 | 2 | 12 | 8  | +4   |  | Nejmeh SC                  | 1-3 | 1-0 |     | 3-0 |
| 4    | East Bengal Club | 0   | 6 | 0 | 0 | 6 | 5  | 20 | -15  |  | East Bengal Club           | 2-3 | 1-4 | 0-4 |     |

### Groupe E
| Rang | Équipe          | Pts | J | G | N | P | Bp | Bc | Diff |  | Résultats (▼ dom., ► ext.) |     |     |     |     |
| ---- | --------------- | --- | - | - | - | - | -- | -- | ---- |  | -------------------------- | --- | --- | --- | --- |
| 1    | Al-Rayyan SC    | 15  | 6 | 5 | 0 | 1 | 16 | 7  | +9   |  | Al-Rayyan SC               |     | 0-2 | 3-0 | 3-2 |
| 2    | Riffa Club      | 13  | 6 | 4 | 1 | 1 | 7  | 5  | +2   |  | Riffa Club                 | 1-4 |     | 2-1 | 1-0 |
| 3    | Al-Weehdat Club | 7   | 6 | 2 | 1 | 3 | 8  | 10 | -2   |  | Al-Weehdat Club            | 2-4 | 0-0 |     | 2-0 |
| 4    | Al Nahda Club   | 0   | 6 | 0 | 0 | 6 | 3  | 12 | -9   |  | Al Nahda Club              | 0-2 | 0-1 | 1-3 |     |

### Groupe F
| Rang | Équipe                | Pts | J | G | N | P | Bp | Bc | Diff |  | Résultats (▼ dom., ► ext.) |     |     |     |     |
| ---- | --------------------- | --- | - | - | - | - | -- | -- | ---- |  | -------------------------- | --- | --- | --- | --- |
| 1    | Sriwijaya FC          | 13  | 6 | 4 | 1 | 1 | 17 | 3  | +14  |  | Sriwijaya FC               |     | 1-0 | 6-1 | 5-0 |
| 2    | Becamex Bình Dương FC | 13  | 6 | 4 | 1 | 1 | 14 | 2  | +12  |  | Becamex Bình Dương FC      | 2-1 |     | 4-0 | 3-0 |
| 3    | Selangor              | 4   | 6 | 1 | 1 | 4 | 7  | 16 | -9   |  | Selangor                   | 0-4 | 0-0 |     | 5-0 |
| 4    | Victory SC            | 4   | 6 | 1 | 1 | 4 | 2  | 19 | -17  |  | Victory SC                 | 0-0 | 0-5 | 2-1 |     |

### Groupe G
| Rang | Équipe            | Pts | J | G | N | P | Bp | Bc | Diff |  | Résultats (▼ dom., ► ext.) |     |     |     |     |
| ---- | ----------------- | --- | - | - | - | - | -- | -- | ---- |  | -------------------------- | --- | --- | --- | --- |
| 1    | South China AA    | 13  | 6 | 4 | 1 | 1 | 12 | 5  | +7   |  | South China AA             |     | 0-0 | 3-1 | 6-3 |
| 2    | Muangthong United | 11  | 6 | 3 | 2 | 1 | 12 | 7  | +5   |  | Muangthong United          | 0-1 |     | 3-1 | 4-1 |
| 3    | VB Sports Club    | 9   | 6 | 3 | 0 | 3 | 12 | 11 | +1   |  | VB Sports Club             | 1-0 | 2-3 |     | 4-0 |
| 4    | Persiwa Wamena    | 1   | 6 | 0 | 1 | 5 | 8  | 21 | -13  |  | Persiwa Wamena             | 0-2 | 2-2 | 2-3 |     |

### Groupe H
| Rang | Équipe         | Pts | J | G | N | P | Bp | Bc | Diff |  | Résultats (▼ dom., ► ext.) |     |     |     |     |
| ---- | -------------- | --- | - | - | - | - | -- | -- | ---- |  | -------------------------- | --- | --- | --- | --- |
| 1    | Đà Nẵng Club   | 14  | 6 | 4 | 2 | 0 | 12 | 6  | +6   |  | Đà Nẵng Club               |     | 0-0 | 3-2 | 3-0 |
| 2    | Thai Port      | 11  | 6 | 3 | 2 | 1 | 8  | 5  | +3   |  | Thai Port                  | 2-3 |     | 2-2 | 2-0 |
| 3    | Geylang United | 4   | 6 | 0 | 4 | 2 | 7  | 9  | -2   |  | Geylang United             | 1-1 | 0-1 |     | 1-1 |
| 4    | Wofoo Tai Po   | 2   | 6 | 0 | 2 | 4 | 3  | 10 | -7   |  | Wofoo Tai Po               | 1-2 | 0-1 | 1-1 |     |

## Phase finale

### Huitièmes de finale
| Équipe 1       | Résultat      | Équipe 2              |
| -------------- | ------------- | --------------------- |
| Al-Karamah SC  | 1 - 0         | Nasaf Qarshi          |
| Kazma SC       | 1 - 1 6-5 tab | Shabab Al-Ordon Club  |
| Al-Rayyan SC   | 1 - 1 2-4 tab | Muangthong United     |
| South China AA | 1 - 3         | Riffa Club            |
| Koweït SCT     | 1 - 1 4-5 tab | Al Ittihad Alep       |
| Qadsia SC      | 2 - 1         | Churchill Brothers    |
| SriwijayaFC    | 1 - 4         | Thai Port             |
| Đà Nẵng Club   | 4 - 3 ap      | Becamex Bình Dương FC |

### Tableau final
|  | Quarts de finale  | Quarts de finale  | Quarts de finale | Quarts de finale |                     |                     | Demi-finales | Demi-finales | Demi-finales | Demi-finales |  |  | Finale | Finale | Finale | Finale |
|  |                   |                   |                  |                  |                     |                     |              |              |              |              |  |  |        |        |        |        |
|  |                   |                   |                  |                  |                     |                     |              |              |              |              |  |  |        |        |        |        |
|  |                   |                   |                  |                  |                     |                     |              |              |              |              |  |  |        |        |        |        |
|  | Al-Karamah SC     | Al-Karamah SC     | 1                | 0                |                     |                     |              |              |              |              |  |  |        |        |        |        |
|  | Al-Karamah SC     | Al-Karamah SC     | 1                | 0                |                     |                     |              |              |              |              |  |  |        |        |        |        |
|  | Muangthong United | Muangthong United | 0                | 2                |                     |                     |              |              |              |              |  |  |        |        |        |        |
|  | Muangthong United | Muangthong United | 0                | 2                | Muangthong United   | Muangthong United   | 1            | 0            |              |              |  |  |        |        |        |        |
|  |                   |                   |                  |                  | Muangthong United   | Muangthong United   | 1            | 0            |              |              |  |  |        |        |        |        |
|  |                   |                   | Al Ittihad Alep  | Al Ittihad Alep  | 0                   | 2                   |              |              |              |              |  |  |        |        |        |        |
|  | Al Ittihad Alep   | Al Ittihad Alep   | Al Ittihad Alep  | Al Ittihad Alep  | 0                   | 2                   | 3            | 1            |              |              |  |  |        |        |        |        |
|  | Al Ittihad Alep   | Al Ittihad Alep   |                  |                  |                     |                     |              | 1            |              |              |  |  |        |        |        |        |
|  | Kazma SC          | Kazma SC          | 2                | 0                |                     |                     |              |              |              |              |  |  |        |        |        |        |
|  | Kazma SC          | Kazma SC          | 2                | 0                | Al Ittihad Alep tab | Al Ittihad Alep tab | 1 (4)        | 1 (4)        |              |              |  |  |        |        |        |        |
|  |                   |                   |                  |                  | Al Ittihad Alep tab | Al Ittihad Alep tab | 1 (4)        | 1 (4)        |              |              |  |  |        |        |        |        |
|  |                   |                   | Qadsia SC        | Qadsia SC        | 1 (2)               | 1 (2)               |              |              |              |              |  |  |        |        |        |        |
|  | Riffa Club        | Riffa Club        | Qadsia SC        | Qadsia SC        | 1 (2)               | 1 (2)               | 3            | 5            |              |              |  |  |        |        |        |        |
|  | Riffa Club        | Riffa Club        |                  |                  |                     |                     |              |              |              |              |  |  |        |        |        |        |
|  | Đà Nẵng           | Đà Nẵng           | 0                | 3                |                     |                     |              |              |              |              |  |  |        |        |        |        |
|  | Đà Nẵng           | Đà Nẵng           | 0                | 3                | Riffa Club          | Riffa Club          | 2            | 1            |              |              |  |  |        |        |        |        |
|  |                   |                   |                  |                  | Riffa Club          | Riffa Club          | 2            | 1            |              |              |  |  |        |        |        |        |
|  |                   |                   | Qadsia SC        | Qadsia SC        | 0                   | 4                   |              |              |              |              |  |  |        |        |        |        |
|  | Thai Port         | Thai Port         | Qadsia SC        | Qadsia SC        | 0                   | 4                   | 0            | 0            |              |              |  |  |        |        |        |        |
|  | Thai Port         | Thai Port         |                  |                  |                     |                     |              | 0            |              |              |  |  |        |        |        |        |
|  | Qadsia SC         | Qadsia SC         | 0                | 3                |                     |                     |              |              |              |              |  |  |        |        |        |        |
|  | Qadsia SC         | Qadsia SC         | 0                | 3                |                     |                     |              |              |              |              |  |  |        |        |        |        |
|  |                   |                   |                  |                  |                     |                     |              |              |              |              |  |  |        |        |        |        |

### Finale
| 6 novembre 2010                | Al Ittihad Alep | 1 - 1 ap                                       | Qadsia SC    | Jaber Al-Ahmad International Stadium, Koweit City |                                                   |
|                                | Dyab 53e        |                                                | 29e Al Enezi | Spectateurs : 58 064 Arbitrage : Khalil Al Ghamdi | Spectateurs : 58 064 Arbitrage : Khalil Al Ghamdi |
| Hemidi · Dyab · Dakka · Kalaji | Tirs au but 4-2 | Al-Ansari · Al Bloushi · Al-Khatib · Al-Mejmed |              | Spectateurs : 58 064 Arbitrage : Khalil Al Ghamdi | Spectateurs : 58 064 Arbitrage : Khalil Al Ghamdi |